# Enchente de São Marcelo

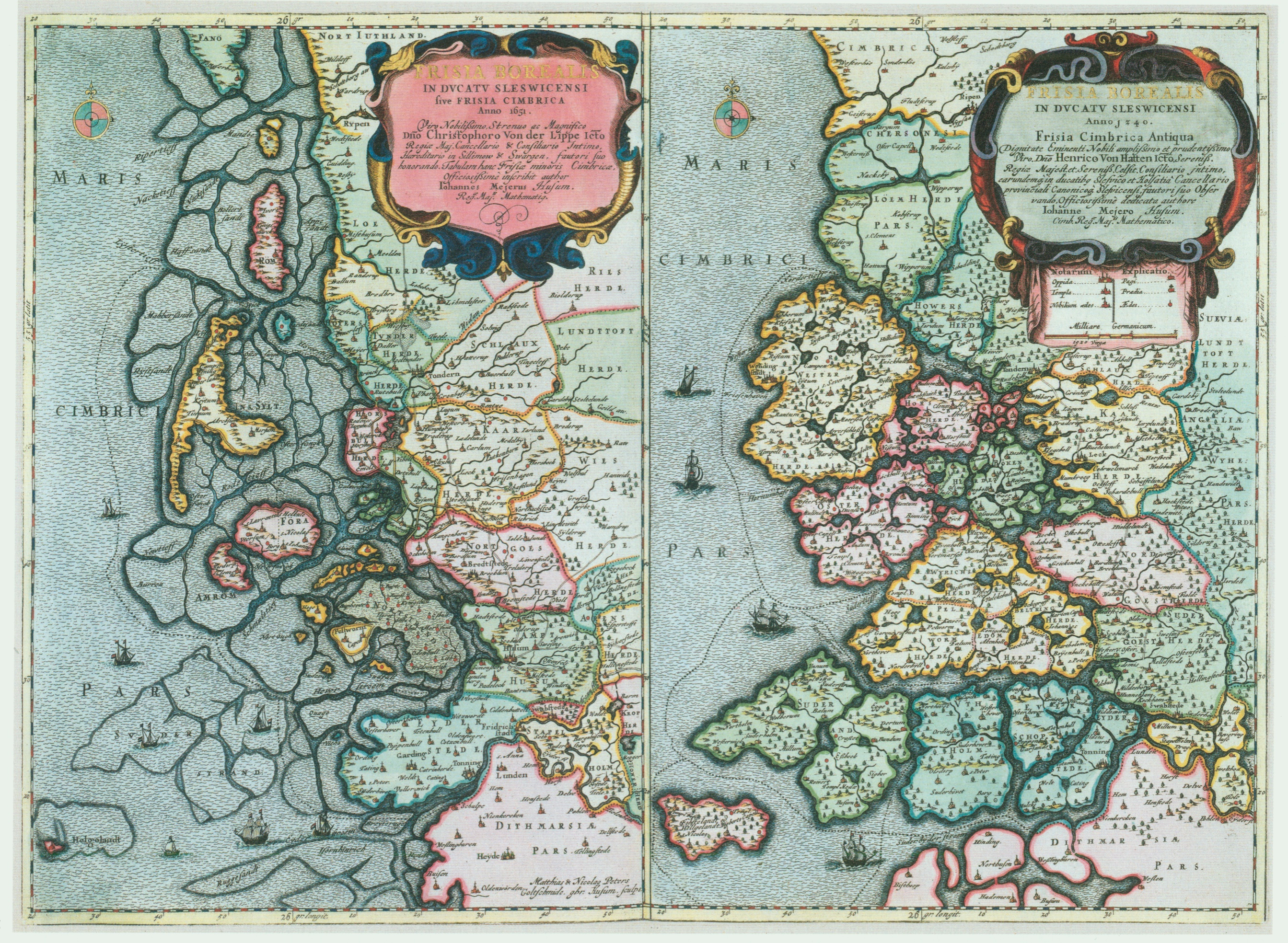
Imagem da Localização da Enchente de São Marcelo.

A inundação de São Marcelo ou Grote Mandrenke (Baixo Saxão: /ɣroːtə mandrɛŋkə/; em dinamarquês:  Den Store Manddrukning, 'Grande Afogamento dos Homens') foi um ciclone extratropical intenso, coincidindo com uma lua nova, que varreu as Ilhas Britânicas, Holanda, norte da Alemanha e Dinamarca (incluindo Schleswig / Jutlândia do Sul) por volta de 16 de janeiro de 1362 (OS), causando pelo menos 25 000 mortes. A maré de tempestade também é chamada de "Segunda enchente de São Marcelo" porque atingiu o pico em 16 de janeiro, dia da festa de São Marcelo. Uma "Primeira inundação de São Marcelo" anterior afogou 36 000 pessoas ao longo das costas da Frísia Ocidental e Groningen em 16 de janeiro de 1219.
Uma imensa maré de tempestade do Mar do Norte varreu o interior da Inglaterra e da Holanda até a Dinamarca e a costa alemã, quebrando ilhas, transformando partes do continente em ilhas e destruindo cidades e distritos inteiros. Estes incluíram Rungholt, dito ter sido localizado na ilha de Strand em North Frisia, Ravenser Odd em East Yorkshire, e o porto de Dunwich.
Esta maré de tempestade, junto com outras de tamanho semelhante no século 13 e 14, desempenhou um papel na formação do Zuiderzee, e era característica do clima instável e mutável no norte da Europa no início do Pequena Idade do Gelo.